# Annette Bening
Annette Francine Bening (Topeka, Kansas, 1958. május 29. –) kétszeres Golden Globe- és BAFTA-díjas amerikai színésznő.

## Élete
Annette Bening 1958. május 29-én született egy biztosítási ügynök apa és egy templomi énekesnő gyermekeként.
A San Franciscó-i Egyetemen végzett, majd színészetet tanult, és csatlakozott egy társulathoz.
San Diegóban és San Franciscóban Ibsen-, Csehov- és Shakespeare-darabokban játszott. 1959-ben családja Wichitába költözött és itt töltötte gyermekkorát. 1965-ben édesapja munkát kapott egy San Diegó-i cégnél, ezért ők odaköltöztek.
Benning 1988-ban debütált A nagy kiruccanás című filmben, ahol Dan Aykroyd és John Candy voltak a partnerei. Miloš Forman Valmontjában (1989) tűnt fel először jelentősebb szerepben. Játszott Robert De Niróval a Feketelistán (1991) című filmben, és Harrison Forddal a Mike Nichols-féle Csak egy lövés-ben (1991). Filmszerepei között van még Mike Nichols Képeslapok a szakadék széléről (1990) című filmje, a Szükségállapot (1998), a Gyilkos álmok (1998), a Támad a Mars! (1996), a III. Richárd (1995), A sors útjai (1994), a Bugsy (1991), A nagy kiruccanás (1988) és a Nőfaló ufó (2000). Tíz év kihagyás után tért vissza a színpadra, hogy eljátssza a Hedda Gabler címszerepét.
A Svindlerekben (1990) látta meg őt Warren Beatty, és annyira megtetszett neki, hogy meghívta a Bugsy (1991) főszerepére, ahol John Cusack és Anjelica Hustonnal szerepelt együtt.
Az Amerikai szépségben (1999) Kevin Spacey mellett szerepelt.
Legújabb filmjeiben a Csodálatos Júliaban (2004) és a Fegyvertársakban (2003) Kevin Costnerrel és Robert Duvalllal szerepelt együtt.

## Díjai és jelölései
A Coastal Disturbances című darabért Tony-díjra jelölték, és elnyerte a legkiugróbb új tehetség díját. A Svindlerek (1990) című Stephen Frears-filmben nyújtott alakításáért Oscar-díjra jelölték. 2002-ben Oscar- és Golden Globe-díjra jelölték legjobb színésznőként az Amerikai szépség (1999) című filmben nyújtott alakításáért. Golden Globe-díjra jelölték a Szerelem a Fehér Házban (1995) című filmjéért. 2005-ben a Golden Globe-díj nyertese volt a Csodálatos Júlia, 2010-ben A gyerekek jól vannak című filmekért.

## Magánélete
1984-1991 között J. Steven White koreográfus volt a férje. 1992 óta Warren Beatty házastársa, négy gyermekük van.

## Filmográfia

### Film
| Év   | Magyar cím                            | Eredeti cím                       | Szerep                       | Magyar hang        | Rendező                                 |
| ---- | ------------------------------------- | --------------------------------- | ---------------------------- | ------------------ | --------------------------------------- |
| 1988 | A nagy kiruccanás                     | The Great Outdoors                | Kate Craig                   | Kiss Mari          | Howard Deutch                           |
| 1989 | Valmont                               | Valmont                           | Marquise de Merteuil         | Kiss Erika         | Miloš Forman                            |
| 1990 | Svindlerek                            | The Grifters                      | Myra Langtry                 | Kiss Erika         | Stephen Frears                          |
| 1990 | Képeslapok a szakadékból              | Postcards from the Edge           | Evelyn Ames                  | Biró Anikó         | Mike Nichols                            |
| 1991 | Feketelistán                          | Guilty by Suspicion               | Ruth Merrill                 | Rudolf Teréz       | Irwin Winkler                           |
| 1991 | Feketelistán                          | Guilty by Suspicion               | Ruth Merrill                 | Kisfalvi Krisztina | Irwin Winkler                           |
| 1991 | Csak egy lövés                        | Regarding Henry                   | Sarah Turner                 | Kocsis Judit       | Mike Nichols                            |
| 1991 | Bugsy                                 | Bugsy                             | Virginia Hill                | Kovács Nóra        | Barry Levinson                          |
| 1991 | Bugsy                                 | Bugsy                             | Virginia Hill                | Fehér Anna         | Barry Levinson                          |
| 1994 | A sors útjai                          | Love Affair                       | Terry McKay                  | Söptei Andrea      | Glenn Gordon Caron                      |
| 1995 | III. Richárd                          | Richard III                       | Erzsébet királyné            | Vándor Éva         | Richard Loncraine                       |
| 1995 | III. Richárd                          | Richard III                       | Erzsébet királyné            | Kovács Nóra        | Richard Loncraine                       |
| 1995 | Szerelem a Fehér Házban               | The American President            | Sydney Ellen Wade            | Tóth Enikő         | Rob Reiner                              |
| 1996 | Támad a Mars!                         | Mars Attacks!                     | Barbara Land                 | Farkasinszky Edit  | Tim Burton                              |
| 1998 | Szükségállapot                        | The Siege                         | Elise Kraft / Sharon Bridger | Tóth Enikő         | Edward Zwick                            |
| 1999 | Gyilkos álmok                         | In Dreams                         | Claire Cooper                | Tóth Enikő         | Neil Jordan                             |
| 1999 | Amerikai szépség                      | American Beauty                   | Carolyn Burnham              | Udvaros Dorottya   | Sam Mendes                              |
| 2000 | A nőfaló ufó                          | What Planet Are You From?         | Susan Anderson               | Málnai Zsuzsa      | Mike Nichols                            |
| 2003 | Fegyvertársak                         | Open Range                        | Sue Barlow                   | Kovács Nóra        | Kevin Costner                           |
| 2004 | Csodálatos Júlia                      | Being Julia                       | Julia Lambert                | Bánsági Ildikó     | Szabó István                            |
| 2006 | Kés, villa, olló                      | Running with Scissors             | Deirdre Burroughs            | Fehér Anna         | Ryan Murphy                             |
| 2008 | Nők                                   | The Women                         | Sylvie Fowler                | Kovács Nóra        | Diane English                           |
| 2009 |                                       | Mother and Child                  | Karen                        |                    | Rodrigo García                          |
| 2010 | A gyerekek jól vannak                 | The Kids Are All Right            | Dr. Nicole Allgood           | Kovács Nóra        | Lisa Cholodenko                         |
| 2012 | Fejbenjáró bűn                        | Ruby Sparks                       | Gertrude Weir-Fields         | Kovács Nóra        | Jonathan Dayton és Valerie Faris        |
| 2012 | Ginger és Rosa                        | Ginger & Rosa                     | May Bella                    | Frajt Edit         | Sally Potter                            |
| 2012 | Majdnem tökéletes lány                | Girl Most Likely                  | Zelda Duncan                 | Frajt Edit         | Shari Springer Berman és Robert Pulcini |
| 2013 | A szerelem arca                       | The Face of Love                  | Nikki Lostrom                | Kovács Nóra        | Arie Posin                              |
| 2014 | A keresés                             | The Search                        | Helen                        |                    | Michel Hazanavicius                     |
| 2015 | Danny Collins                         | Danny Collins                     | Mary Sinclair                | Kováts Adél        | Dan Fogelman                            |
| 2016 | Huszadik századi nők                  | 20th Century Women                | Dorothea Fields              | Tóth Enikő         | Mike Mills                              |
| 2016 | Kivétel és szabály                    | Rules Don't Apply                 | Lucy Mabrey                  | Kovács Nóra        | Warren Beatty                           |
| 2017 | A sztárok nem Liverpoolban halnak meg | Film Stars Don't Die in Liverpool | Gloria Grahame               | Kovács Nóra        | Paul McGuigan                           |
| 2018 | Sirály                                | The Seagull                       | Irina Arkadina               | Kovács Nóra        | Michael Mayer                           |
| 2018 | Az élet maga                          | Life Itself                       | Dr. Cait Morris              |                    | Dan Fogelman                            |
| 2019 | A jelentés                            | The Report                        | Dianne Feinstein szenátor    | Fehér Anna         | Scott Z. Burns                          |
| 2019 | Marvel Kapitány                       | Captain Marvel                    | Legfőbb Intelligencia        | Tóth Enikő         | Anna Boden és Ryan Fleck                |
| 2019 | Marvel Kapitány                       | Captain Marvel                    | Mar-Vell / Dr. Wendy Lawson  | Tóth Enikő         | Anna Boden és Ryan Fleck                |
| 2019 |                                       | Georgetown                        | Amanda Brecht                |                    | Christoph Waltz                         |
| 2019 | Inkább lennék özvegy                  | Hope Gap                          | Grace                        | Kovács Nóra        | William Nicholson                       |
| 2022 | Halál a Níluson                       | Death on the Nile                 | Euphemia Bouc                | Tóth Enikő         | Kenneth Branagh                         |
| 2022 | Jerry és Marge lottó titkai           | Jerry & Marge Go Large            | Marge                        |                    | David Frankel                           |
| 2023 | Nyad                                  | Nyad                              | Diana Nyad                   | Tóth Enikő         | Jimmy Chin                              |
| 2023 | Nyad                                  | Nyad                              | Diana Nyad                   | Tóth Enikő         | Elizabeth Chai Vasarhelyi               |
| 2023 |                                       | Poolman                           | Diane                        |                    | Chris Pine                              |

### Televízió
| Év        | Magyar cím          | Eredeti cím               | Szerep                 | Megjegyzések                                 |
| --------- | ------------------- | ------------------------- | ---------------------- | -------------------------------------------- |
| 1986      | A törvénybe ütközve | Manhunt for Claude Dallas | Ann Tillman            | - tévéfilm - magyar hangja: - Gubás Gabi     |
| 1987      | Miami Vice          | Miami Vice                | Vicky                  | - 1 epizód - magyar hangja: - Orosz Anna     |
| 1987      |                     | Wiseguy                   | Karen Leland           | 1 epizód                                     |
| 2002–2003 |                     | Liberty's Kids            | Abigail Adams (hangja) | 5 epizód                                     |
| 2004      | Maffiózók           | The Sopranos              | önmaga                 | 1 epizód                                     |
| 2005      | Mrs. Harris         | Mrs. Harris               | Jean Harris            | - tévéfilm - magyar hangja: - Bánsági Ildikó |
| 2006      | Saturday Night Live | Saturday Night Live       | önmaga (házigazda)     | 1 epizód                                     |
| 2024      |                     | Apples Never Fall         | Joy Delaney            | - minisorozat - vezető producer              |

## Fordítás
- Ez a szócikk részben vagy egészben  az   Annette Bening című angol Wikipédia-szócikk fordításán alapul.  Az eredeti cikk szerkesztőit annak laptörténete sorolja fel. Ez a jelzés csupán a megfogalmazás eredetét és a szerzői jogokat jelzi, nem szolgál a cikkben szereplő információk forrásmegjelöléseként.